# Domeykosaurus
Domeykosaurus (łac. jaszczurka Domeyki) − nomen nudum proponowany dla rodzaju zauropoda z grupy tytanozaurów, który żył w późnej kredzie, w mastrychcie, 85-65 milionów lat temu, na terenach obecnego północnego Chile. Szczątki tego prehistorycznego gada zostały odkryte przez Aleksandra Vargasa i Davida Rubilarę na Pustyni Atacama w 2003 i okazują się być najbardziej kompletnym okazem dinozaura − 40 procent pozostałości szkieletu − kiedykolwiek znalezionym w Chile. Nazwa została nadana na cześć polskiego geologa Ignacego Domeyki. Domeykosaurus mierzył od około 10 do 20 m długości i miał 5 m wysokości. Ważył około 22 tony. Odznaczał się typową dla tytanozaurów długością szyi i ogona. Miał cienkie kończyny, w porównaniu do innych rodzajów tytanozaurów. Paleontolodzy przypuszczają, iż odżywiał się araukariami. Odkrywcy sugerują dla odkrytej odmiany nazwę: Domeykosaurus chilensis.